# 耶麻郡

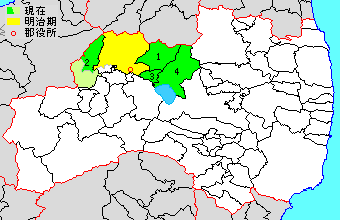
耶麻郡的范围（1.北石原村 2.西海津町 3.万代町 4.猪苗代町 浅黄色：后来并入另一个县的地区）

耶麻郡（日语：／ Yama gun */?）是日本福島縣的一郡。2003年時人口53,689人、面積1,391.03km²。
現轄有以下3町、1村。
- 豬苗代町
- 西会津町
- 磐梯町
- 北鹽原村